# Gatnje
Gaçkë en albanais et Gatnje en serbe latin (en serbe cyrillique : Гатње) est une localité du Kosovo située dans la commune/municipalité de Ferizaj/Uroševac, district de Ferizaj/Uroševac (Kosovo) ou district de Kosovo (Serbie). Selon le recensement kosovar de 2011, elle compte 2 368 habitants.

## Géographie
Gatnje est située entre la R303, la reliant à Uroševac, et la R115, reliant Prizren et la R6. La R6 est une grande autoroute reliant Pristina à la Macédoine du Nord. Elle est située dans le sud du pays, à proximité de la frontière avec la Macédoine du Nord 

## Démographie

### Évolution historique de la population dans la localité
| 1948 | 1953  | 1961  | 1971  | 1981  | 1991  | 2011  |
| ---- | ----- | ----- | ----- | ----- | ----- | ----- |
| 959  | 1 020 | 1 081 | 1 268 | 1 723 | 2 048 | 2 368 |

|  |

### Répartition de la population par nationalités (2011)
En 2011, les Albanais représentaient 99,49 % de la population.